# Perlage

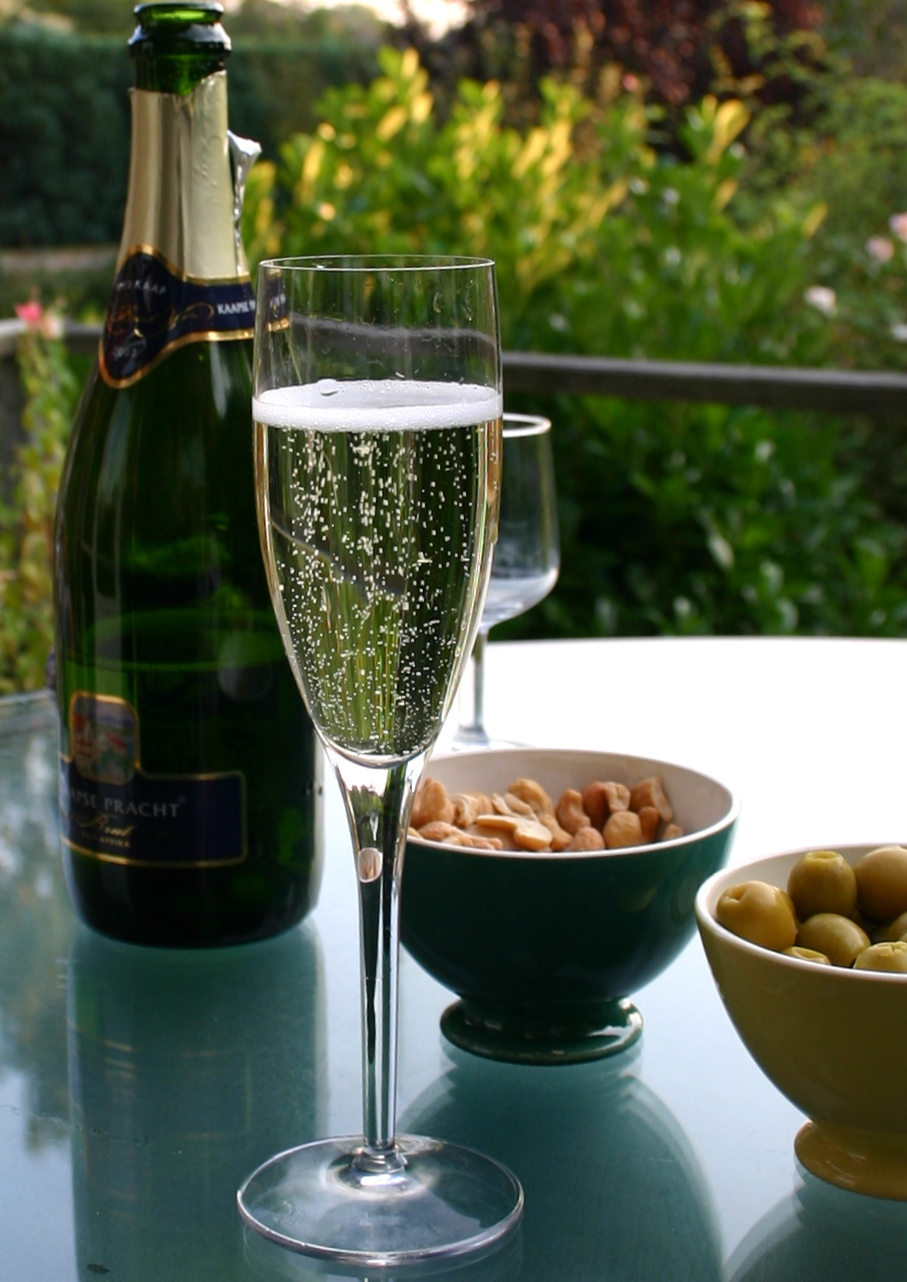

Il perlage (o effervescenza) è una caratteristica tipica dei vini spumanti, apprezzabile con la formazione di tante piccole bollicine che vanno dalla base del bicchiere verso l'alto.
Il perlage è causato dalla rapida liberazione dell'anidride carbonica formatasi nella seconda fermentazione, che nei vini spumanti di qualità (v.s.q.) avviene all'interno della bottiglia (metodo classico), o all'interno dell'autoclave (metodo Martinotti), mentre negli spumanti di scarso pregio (vini spumanti gassificati) disciolta artificialmente in vini fermi non spumanti.
L'anidride carbonica presente all'interno della bottiglia è disciolta a causa dell'alta pressione presente (fino a 6 atmosfere, un valore di pressione doppio rispetto a quella dei comuni pneumatici automobilistici). Una volta aperta la bottiglia, l'anidride carbonica, subendo il repentino calo di pressione atmosferica, torna allo stato gassoso, sprigionandosi attraverso la formazione di bollicine.
Solitamente più uno spumante metodo classico è affinato nel tempo con i propri lieviti, più le bollicine saranno piccole, numerose e persistenti, e salendo, formeranno le cosiddette "catenelle", trasmettendo la percezione di piccole collane di perle, da cui deriva, appunto, il nome "perlage".
L'attenta osservazione del perlage è uno dei criteri con cui il sommelier può valutare la qualità di un vino spumante: se le bollicine sono numerose, piccole, rapide nel salire in superficie in modo diritto e persistenti nel tempo, significa che siamo generalmente in presenza di un vino di pregio. Se, viceversa, le bollicine sono scarse, grossolane, lente nell'ascesa, salgono in modo disordinato e rapide nell'estinguersi, significa che il vino è di livello modesto.
La qualità del perlage è comunque molto influenzata dal contenitore, sia nella forma (un flute tende a valorizzare la creazione di catenelle rispetto ad altri bicchieri) che nella pulizia: un calice che presenta minuscole asperità favorirà la creazione di bollicine. Alcuni calici presentano delle micro incisioni sul fondo appositamente pensate per esaltare il perlage. Un'altra eccezione è rappresentata da spumanti di altissima qualità (come Champagne, Trentodoc o Franciacorta) che possono invecchiare per lunghi periodi in bottiglia: questi con il tempo perderanno il perlage fine, intenso e persistente, in favore di uno più grossolano, ma senza pregiudicare la qualità complessiva del prodotto.
La frizzantezza è presente anche nel vino frizzante seppur con caratteristiche diverse dallo spumante.